# Time Bomb
Time Bomb — второй студийный альбом группы Buckcherry и последний, записанный с оригинальным составом. Диск был спродюсирован Джоном Трэвисом и выпущен 27 марта 2001 года лейблом Dreamworks Records. Единственным синглом с альбома стала песня «Ridin». Тексты песен этого альбома вульгарнее и грязнее, чем на первом альбоме группы. Time Bomb был признан критиками худшим альбомом Buckcherry.

## Список композиций
1. «Frontside» — 3:23
2. «Ridin'» — 3:40
3. «Time Bomb» — 4:09
4. «Porno Star» — 3:20
5. «Place In the Sun» — 3:07
6. «(Segue) Helpless» — 4:50
7. «Underneath» — 2:38
8. «Slit My Wrists» — 4:00
9. «Whiskey in the Morning» — 2:29
10. «You» — 4:04
11. «Slammin'» — 2:58
12. «Fall» — 2:43
13. «Good Things» — 3:27(Японский бонус трек)
14. «Open My Eyes»* — 3:36

Эксклюзивные треки Best Buy
- Good Things
- Lit Up (Live)
- Fastback 69 (Live)
- * Это скрытый трек.